# Kiyoo Wadati
Kiyoo Wadati (和達 清夫; Nagoya, 8 settembre 1902 – Tokyo, 5 gennaio 1995) è stato un sismologo giapponese.
Fu un pioniere della sismologia all'Osservatorio Meteorologico Centrale del Giappone (adesso noto come Agenzia meteorologica giapponese), relativamente lo studio dei terremoti profondi. Il suo nome è legato alla zona sismica che porta il suo nome: Piano di Wadati–Benioff. 
Il suo lavoro ha dato la prima evidenza concreta sull'esistenza dei terremoti profondi. Inoltre fu leader nello sviluppo delle tabelle delle dromocrone (traveltime tables) e nella determinazione delle strutture di velocità del mantello. Infine pubblicò la prima descrizione accurata di quella particolare zona sismica, raffigurabile come un piano inclinato delineato dall'insieme degli ipocentri dei terremoti profondi, che si estende iniziando superficialmente dalle fosse oceaniche scendendo fin sotto gli archi insulari vulcanici. 
Il lavoro di Wadati influenzò fortemente la ricerca di molti altri sismologi prima e dopo la Seconda Guerra Mondiale, in particolar modo Jeffreys, Gutenberg, e Benioff.